# Sophie von Brockdorff

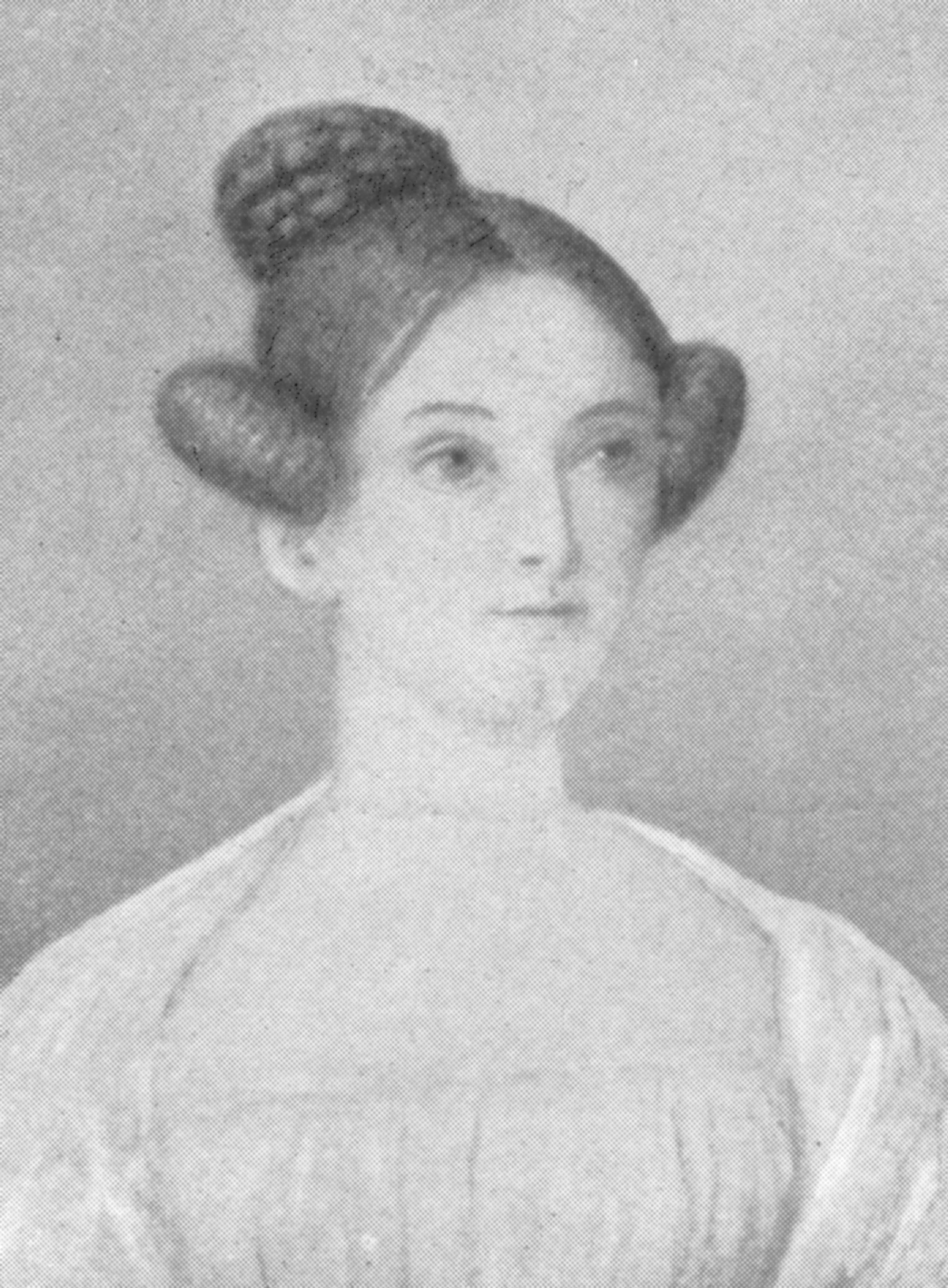
Sophie von Brockdorff im Alter von 14 Jahren

Gräfin Sophie von Brockdorff, geborene Sophie von Ahlefeldt, (* 14. April 1848 in Damgård bei Rødekro, Jütland, Dänemark; † 8. Juni 1906 in Algund, Südtirol) war eine dänisch-deutsche Theosophin.

## Leben

### Ehe und Kinder
Sie heiratete am 25. März 1870 in Potsdam Cay Lorenz Graf von Brockdorff. Aus der Ehe ging die Tochter Hedda (* 1871) und der Sohn Cay Lorenz (1873–1918) hervor, 1879 wurde die Ehe geschieden. 1885 heiratete sie ihren geschiedenen Mann erneut, diesmal blieb die Ehe kinderlos. Ihr Mann war in der Zeit von 1880 bis 1881 eine Verbindung mit einer anderen Frau eingegangen; aus dieser Ehe hatte sie den Stiefsohn Ludwig (1881–1938).

### Als Theosophin
Im November 1893 trat sie gemeinsam mit ihrem Mann der Theosophischen Gesellschaft bei und war am 29. Juni 1894 in Berlin Mitbegründerin der Deutschen Theosophischen Gesellschaft (D.T.G.). Später (vor 1900) wurde ihr Mann unter Wilhelm Hübbe Schleiden, dem Präsidenten der D.T.G., Sekretär der D.T.G.-Loge in Berlin. Sie fungierte dabei als seine rechte Hand und war Quasi-Sekretärin der D.T.G.-Loge. In der Bibliothek der Brockdorffs fanden vor kleinem Publikum regelmäßig Vorträge und Diskussionen über theosophische und philosophische Themen statt. Zusammen mit ihrem Mann lud sie im September 1900 Rudolf Steiner zu einem Vortrag in ihre Bibliothek ein. Diesem folgten in den nächsten Wochen noch eine Vortragsreihe über Die Mystik im Aufgange des neuzeitlichen Geisteslebens sowie im Herbst 1901 eine Reihe über Das Christentum als mystische Tatsache. Gräfin Brockdorff empfahl Steiner auch an andere theosophische Gruppen, so dass ihn die Hamburger Loge 1901 einlud. Sie kann als die „Entdeckerin“ Rudolf Steiners für die Theosophische Gesellschaft gelten. Im November 1900 wurde Marie von Sivers, die spätere Frau Steiners, Mitglied in Brockdorffs D.T.G.-Loge und lernte noch im selben Monat Steiner bei einem seiner Vorträge kennen.
Nachdem ihr Mann im Januar 1902 aus Altersgründen seinen Sekretärsposten aufgegeben hatte, übersiedelten sie 1902 nach Algund bei Meran. Seit etwa 1900 war sie Herausgeberin der deutschen Ausgabe der theosophischen Zeitschrift Der Vahan. Nach ihrem Tod, am 8. Juni 1906, musste die Zeitschrift eingestellt werden.